# Авантуре неваљале девојчице
Авантуре неваљале девојчице најчитанија је и најпродаванија књига у Србији током 2011. године. Вођена мајсторским пером добитника нобелове награде за књижевност 2010. године, Мариа Варгаса Љосе, прича прати несвакидашњу љубавну авантуру која се наизменично прекида и наставља у периоду од 40 година. Слободно се може рећи да је овим романом Љоса остварио своју жељу да у постмодерна времена напише велики реалистички роман. Попут плесачице на жици, он вешто балансира између деветнаестовековног романа и модерног бестселера. За разлику од већине Љосиних романа, “Авантуре неваљале девојчице” се лако чита, а тема и језик овог књижевног дела су блиски широком кругу читалаца.
Основна љубавна тема овог романа би у рукама мање вештог писца изгледала као тривијални љубавни роман. Љубав између двоје људи из супротних друштвених слојева који немају ништа заједничко, амбициозне жене са друштвеног дна која жели моћ и богатство и декадентно неамбициозног образованог мушкарца из више класе који има више могућности него што жели да их оствари, послужила је да се исприча историја Перуа у другој половини 20. века.

## Структура романа
Роман је подељен на седам поглавља која сем главних јунака немају ништа заједночко. Чврсте структуре седам поглавља која се одигравају у различитим светским престоницама – Лима, Париз, Лондон, Токио, Мадрид (што даје атрактивност причи заједно са повременим еротским деталјима) се могу посматрати и као седам различитих прича о двоје главних јунака.
Свака прича починје малим историјским уводом који приказује дух времена (манир 19. века) и неким живописним детаљима и из сећања писца који је живео у свим овим градовима. То мало одлагање и успоравање радње као да је смишљено да додатно побуди радозналост како ли ће се опет срести добри дечко и неваљала девојчица и зашто ће се опет растати.
Све ове приче имају своје јунаке који се не појављују у другим причама и различите теме.
- Прва прича „Чилеанкице“ говори о Лими педесетих година, мамбо зарази и првим упознавањем и флертовањем тог времена које је подразумевало одласке у биоскоп и на сладолед.
- Друга прича, „Герилац“ је о Паризу с почетка шездесетих година и фасцинацији кубанском револуцијом (у коју је и Љоса тада веровао).
- Трећа прича је о портретисти коња у Лондону, ту је Љоса интелигентноо дао анализу хипи-културе, а лик Хуана Барета посебно остаје у сећању.
- Четврта прича, „Терџуман из Шато Мегуруа“ се дешава у Токију и најбизарнија је. Колико због самих дешавања толико и због ликова Соломона Толедана и јакузе Фукуде.
- У петој и најдужој причи, „Дечак без гласа“ главни јунаци ће се вратити у Париз и деловаће као да се фатална жена смирила.
- У шестој причи, „Аркимедес, градитељ лукобрана“, Рикардо ће се вратити у Перу и сазнати тајну њеног порекла.
- У седмој, завршној причи, необичним обртима и вештим приказивањем сурове реалности, Љоса никога неће оставити равнодушним.